# Ładowniczy

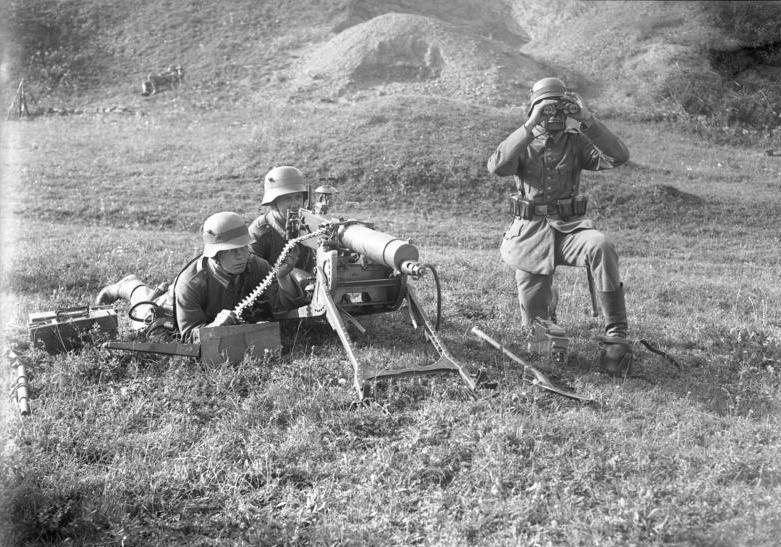
Obsługa karabinu maszynowego MG08. Od lewej: ładowniczy, celowniczy, dowódca.

Ładowniczy – żołnierz odpowiedzialny za ładowanie broni wymagającej obsługi przez więcej niż jedną osobę.
- W piechocie: żołnierz wchodzący w skład obsługi zespołowej broni strzeleckiej (np. karabinu maszynowego) odpowiedzialny za ładowanie broni i przenoszenie amunicji (pełniąc jednocześnie rolę amunicyjnego). W przypadku zasilanego taśmowo karabinu maszynowego niekiedy dodatkowo przytrzymuje/ustawia taśmę nabojową w celu redukcji ryzyka zacięcia broni.
- W artylerii: żołnierz wchodzący w skład obsługi pojedynczego artyleryjskiego środka walki (działonu), wprowadzający pocisk lub nabój do komory nabojowej w celu oddania strzału[1].
- W wojskach pancernych: członek załogi wozu bojowego (np. czołgu), odpowiedzialny za ładowanie armaty i sprzężonego z nią czołgowego karabinu maszynowego. W przypadku gdy załoga pojazdu liczy tylko 3 osoby, funkcję ładowniczego jak i celowniczego  pełni zbiorczo działonowy.